# 星五聚餐会
星五聚餐会是1932年由上海工商实业界人士发起创办。当时洋货倾销，严重阻碍了民族工商业的发展。参加者以聚餐座谈的方式，商讨加强产 、销 、金融各界合作，改进国货生产和销售的有效方法。聚餐会由于形式灵活，并且适应了当时国货运动发展的需要，上海国货厂商和银行负责人纷纷加入，参加者人数不断增加。由于聚餐会约定在每周五举行，遂定名为星五聚餐会。以后，星五聚餐会从上海发展到全国各大城市，一直延续到1952年结束。

## 发起原因
星五聚餐会是在国货运动的历史背景下产生的。国货运动是以民族资产阶级为主体、为抵制外货倾销、捍卫中国经济利权、发展实业、开拓国货市场而倡导的社会经济运动。1927年5月，当时一些国货厂商为推进民族工业的发展，倡议成立旨在“谋实业发达、国货进步、挽回外溢利权、增进社会公益” 的国货团体，称为上海机制国货工厂联合会（简称“机联会”），机联会会员以机制生产工厂为单位，不吸收个人为会员。 
在一次机联会召开的讨论如何抵制日货倾销的大会上，由于事前没有准备，问题又很复杂，会员们一时谈不出具体的解决办法。会后，中国化学工业社总经理方液仙向大家建议举办聚餐会，大家可以边吃边聊，以此集思广益，群策群力。方的提议大家赞成，并议定每个月的最后一个星期五晚餐聚叙，东道主按年龄顺序，轮值安排，至于聚餐的地点、方式，由做东的人来决定。
星五聚餐会最初主要成员有：中国化学工业社总经理方液仙、美亚织绸厂总经理蔡星白、新民机器厂经理胡厥文、华生电器厂经理叶友才、中华珐琅厂经理方剑阁、灵生油墨厂经理陈醒吾等。抗战爆发后，直至上海“孤岛”时期之初，上海星五聚餐会每周作经常之会集,，而于各项问 题作集中之讨论，连续举行达数百次，从未间断。

## 星五聚餐会和中国的国货运动
1931年9月18日“九一八事变”后，有一次在聚餐会上有人谈起中国银行总经理张公权（名张嘉璈）曾说过：“在‘淞沪战争’中，不少工厂被毁，现多正筹款修复，未能正常生产；加以时局动荡，人心不安，市场萧条，因此银行资金不能充分运用，希望各厂想方设法迅速恢复生产”。张公权的这些话引起聚餐成员的注意。聚餐会后大家公推方液仙等人去和张公权商谈。张公权完全赞同星五聚餐会同仁的设想，并表示愿在银行业务许可的范围内，给予优惠待遇。为了便于展开工作，星五聚餐会会员组织了“中华国货产销合作协会”（简称产销协会），公推张为协会的理事长，并聘请杜重远为总干事，但具体工作由星五聚餐会会员办理。1932年3月间，中国银行总经理张公权主持了第一次由工商界人士和金融界人士共同出席的星五聚餐会。
为了配合“九一八”国耻纪念活动，1932年9月18日，星五聚餐会主要成员在上海组织了9间工厂，共拿出18种当时的名牌产品以廉价销售18天，意思是不要忘记“九一八”。展销的企业为中国化学工业社、美亚织绸厂、三友实业社、五和织造厂、中华珐琅厂、中华第一针织厂、华福制帽厂、胜德织造厂、一心牙刷厂（第二届由华生电器厂和章华毛纺厂替代三友实业社和中华第一针织厂）。18天的销售远远超出预期的效果。
通过“九一八”展销会后，产销协会由此进一步体会到推销国货大有可为，于是决定筹设一间大型的专营国货的公司，同当时与以卖洋货为主的先施、永安和大新三间公司竞销。1933年2月9日，中国首家大型的国货公司在上海最繁华的南京东路(337-349号）开张，由方液仙任董事长兼总经理，李康年为副经理。
上海的中国国货公司规模大，货品齐全价格合理，加上当时人们爱国热情高涨，因而生意十分兴隆。为了把上海的中国国货公司模式推向全国，产销协会在1934年1月改组为 “中国国货公司介绍所全国联合办事处”（简称国货联办处）。
1934年2月26日《申报》即有报道：“据蔡氏谈：中国国货公司介绍所全国联合总办事处，在中华国货産销合作恊会指导之下，由各国货工厂、中国国货公司、国货介绍所及银行联合组织。现加入者有中国化学工业社、美亚织绸厂、中国银行等数十家，已举行创立会。选定董事长方液仙，常务董事蔡声白、史久鳌、方剑阁、任士刚。董事张公权、叶友才、谢冰如、潘仰尧等负责策划。内部组织主任之外，设财务管理采购审核四股，其经费则由各组员分级付纳。甲级每月六十元、已级四十元、丙级二十元、丁级十元，如有不敷，仍由组员按级分纳，而各地中国国货公司介绍所，除应纳会费外，应提红利百分之五，为该处基金。”
自从国货联办处成立后，从1934年1月开始到1935年底的两年内，在各地开设的中国国货公司计有：上海、南京、武汉、郑州、长沙、温州、镇江、济南、徐州、嘉兴、西安、昆明、福州、汕头、香港、广州、贵阳、重庆、成都、桂林、广州湾（即现湛江）以及新加坡等地方共22家。并在上海设有二家分店。
1937年在宋子文的压力下，中国银行总经理张公权被迫辞职，上海的国货联办处和各地国货公司的资金周转受到很大的限制，各地国货公司的经营积极性也受到影响。随后，南京当局成立“国民经济建设运动委员会”，以吴鼎昌为主任委员。吴派人到国货联办处，以共同改组“中国国货联合营业公司”为名义，政府入股，达到控制中国国货公司的目的。

## 各地的星五聚餐会
各地的国货公司为了互通讯息，交流经验，也仿照上海的做法，在当地组织星五聚餐会。由当地国货公司的经理负责联系召集，聚餐费用由参加者分担。

## 周恩来与星五聚餐会
1938年抗战期间内迁的工商业界人士和西南地方实业、金融界人士在重庆成立了西南实业协会，并在白象街建立西南实业大厦作为协会会址。1940年10月由200多名代表决议正式组织重庆星五聚餐会。 1945年10月19日，国共两党签定了“双十协定”，周恩来应重庆星五聚餐会盛邀，来到西南实业大厦，向当地的工商界做了“当前经济大势”的演讲。

## 星五聚餐会到民主建国会
星五聚餐会是20世纪三十年代在上海的实业界、金融人士，为了适应中国经济发展需要而做出的一个创举。在它20年的发展过程中，星五聚餐会产生了广泛的经济和社会效应，并最终催生了中国民族工商界的政党——民主建国会。 第一届民主建国会代表有冷遹、黄炎培、章乃器、胡厥文、盛康年、胡子婴等。